# Chūseikai
El Chūseikai (中正会?   lit. «Sociedad de la Imparcialidad») fue un partido político en Japón que existió a comienzos de la era Taisho.

## Historia
El partido se estableció en diciembre de 1913 como una fusión del Ekirakukai y el Club Seiyū e inicialmente tenía 37 diputados. Apoyó al gobierno de Ōkuma Shigenobu desde 1914 hasta 1916, con el miembro del partido Yukio Ozaki nombrado Ministro de Justicia. En las elecciones generales de 1915 ganó 33 escaños, y en octubre de 1916 se fusionó con el nuevo partido Kenseikai.